# John R. Pierce
John Robinson Pierce, född 27 mars 1910 i Des Moines, Iowa, död 2 april 2002 i Sunnyvale, Kalifornien, var en amerikansk elektroingenjör och science fiction-författare (under pseudonymen J.J. Coupling). 
Pierce var anställd som forskare vid Bell Labs innan 1970 blev professor i elektroteknik vid Caltech i Kalifornien, en professur han innehade till 1980. Han var också chefsingenjör vid Jet Propulsion Laboratory. 1980 erhöll han en gästprofessur i datormusik vid Stanford Universitys Center for Computer Research in Music and Acoustics. Han invaldes 1972 som utländsk ledamot av Vetenskapsakademien i Stockholm.